# Sportler des Jahres 2013 (Deutschland)
Die Sportler des Jahres 2013 in Deutschland wurden von den Fachjournalisten gewählt und am 15. Dezember im Kurhaus von Baden-Baden ausgezeichnet. Veranstaltet wurde die Wahl zum 67. Mal von der Internationalen Sport-Korrespondenz (ISK). Zusätzlich wurde Kirsten Bruhn mit dem Sparkassenpreis 2013 für ihre Erfolge und ihr Engagement ausgezeichnet, mit dem sie ein Vorbild für junge Behindertensportler ist.

## Männer
| Platz | Sportler           | Sportart              | Punkte | Erfolge 2013                                                                                       |
| ----- | ------------------ | --------------------- | ------ | -------------------------------------------------------------------------------------------------- |
| 1.    | Robert Harting     | Leichtathletik        | 2920   | Weltmeister im Diskuswurf                                                                          |
| 2.    | Sebastian Vettel   | Motorsport            | 2788   | Formel-1-Weltmeister                                                                               |
| 3.    | Raphael Holzdeppe  | Leichtathletik        | 1893   | Weltmeister im Stabhochsprung                                                                      |
| 4.    | Dimitrij Ovtcharov | Tischtennis           | 0866   | Europameister im Einzel und mit der Mannschaft                                                     |
| 5.    | David Storl        | Leichtathletik        | 0715   | Weltmeister im Kugelstoßen                                                                         |
| 6.    | Felix Neureuther   | Ski Alpin             | 0702   | Silber im Slalom, Bronze mit der Mannschaft bei den Weltmeisterschaften, Zweiter im Slalom-Weltcup |
| 7.    | Eric Frenzel       | Nordische Kombination | 0626   | Weltmeister im Einzel, Bronze im Teamsprint, Gesamt-Weltcupsieger                                  |
| 8.    | Felix Loch         | Rodeln                | 0601   | Weltmeister und Europameister im Einsitzer und mit der Teamstaffel, Gesamt-Weltcupsieger           |
| 9.    | Thomas Lurz        | Freiwasserschwimmen   | 0566   | Weltmeister über 25 km und mit dem Team                                                            |
| 10.   | Tony Martin        | Radsport              | 0502   | Weltmeister im Einzel- und Mannschaftszeitfahren, Etappensieger Tour de France                     |

## Frauen
| Platz | Sportler             | Sportart       | Punkte | Erfolge 2013                                                                                              |
| ----- | -------------------- | -------------- | ------ | --- |
| 1.    | Christina Obergföll  | Leichtathletik | 3552   | Weltmeisterin, Gesamtsiegerin IAAF Diamond League                                                         |
| 2.    | Sabine Lisicki       | Tennis         | 2806   | Wimbledon-Finalistin                                                                                      |
| 3.    | Maria Höfl-Riesch    | Ski Alpin      | 1455   | Weltmeisterin in der Kombination, Bronze in der Abfahrt und mit der Mannschaft                            |
| 4.    | Natalie Geisenberger | Rodeln         | 0859   | Weltmeisterin und Europameisterin im Einsitzer und mit der Teamstaffel, Gesamt-Weltcupsiegerin            |
| 4.    | Andrea Henkel        | Biathlon       | 0859   | Silber im Einzel bei den Weltmeisterschaften, Dritte im Gesamt-Weltcup                                    |
| 6.    | Claudia Pechstein    | Eisschnelllauf | 0669   | Bronze über 3000 und 5000 m bei den Weltmeisterschaften, Zweite Gesamt-Weltcup Langstrecke                |
| 7.    | Kirsten Bruhn        | Para-Schwimmen | 0618   | Weltmeisterin über 100 m Brust und 100 m Rücken                                                           |
| 8.    | Isabella Laböck      | Snowboard      | 0590   | Weltmeisterin im Parallel-Riesenslalom                                                                    |
| 9.    | Kristina Vogel       | Bahnradsport   | 0470   | Weltmeisterin im Teamsprint, Silber im Sprint, Europameisterin im Sprint, Silber im Keirin und Teamsprint |
| 10.   | Britta Heidemann     | Fechten        | 0458   | Bronze mit dem Degen bei den Weltmeisterschaften                                                          |

## Mannschaften
| Platz | Sportler                                | Sportart       | Punkte | Erfolge 2013                                               |
| ----- | --------------------------------------- | -------------- | ------ | ---------------------------------------------------------- |
| 1.    | FC Bayern München                       | Fußball        | 3782   | Triple                                                     |
| 2.    | Fußballnationalmannschaft der Frauen    | Fußball        | 1562   | Europameister                                              |
| 3.    | VfL Wolfsburg (Frauen)                  | Fußball        | 1134   | Champions-League-Sieger, Deutscher Meister und Pokalsieger |
| 4.    | HSV Hamburg                             | Handball       | 0800   | Champions-League-Sieger                                    |
| 5.    | Patrick Hausding/Sascha Klein           | Wasserspringen | 0789   | Welt- und Europameister                                    |
| 6.    | Hockeynationalmannschaft der Männer     | Hockey         | 0725   | Europameister                                              |
| 7.    | THW Kiel                                | Handball       | 0604   | Deutscher Meister und Pokalsieger                          |
| 8.    | Volleyballnationalmannschaft der Frauen | Volleyball     | 0579   | Vizeeuropameister                                          |
| 9.    | Hockeynationalmannschaft der Frauen     | Hockey         | 0539   | Europameister                                              |
| 10.   | Tischtennisnationalmannschaft           | Tischtennis    | 0529   | Europameister                                              |

## Weitere Auszeichnungen
- Trainer des Jahres: Silvia Neid (Fußball) und Hermann Weinbuch (Nordische Kombination)
- Sparkassenpreis für Vorbilder im Sport: Kirsten Bruhn (Para-Schwimmen)